# 1999 no teatro

## Nascimentos
| Data        | Nome         | Profissão | Nacionalidade | Observações | Ref |
| ----------- | ------------ | --------- | ------------- | ----------- | --- |
| 14 de julho | Clara Tiezzi | atriz     | Brasil        |             |     |

## Mortes
| Data           | Nome            | Profissão                                                        | Nacionalidade  | Observações | Ref |
| -------------- | --------------- | ---------------------------------------------------------------- | -------------- | ----------- | --- |
| 14 de janeiro  | Jerzy Grotowski | diretor de teatro                                                | Polónia        | n. 1933     |     |
| 1 de fevereiro | Barış Manço     | diretor de teatro                                                | Polónia        | n. 1943     |     |
| 22 de setembro | George C. Scott | director de cinema, produtor, ator de cinema, teatro e televisão | Estados Unidos | n. 1927     |     |

## Prémios
- Grande Prémio de Teatro Português - Fernando Augusto[1]